# Konferensvagn

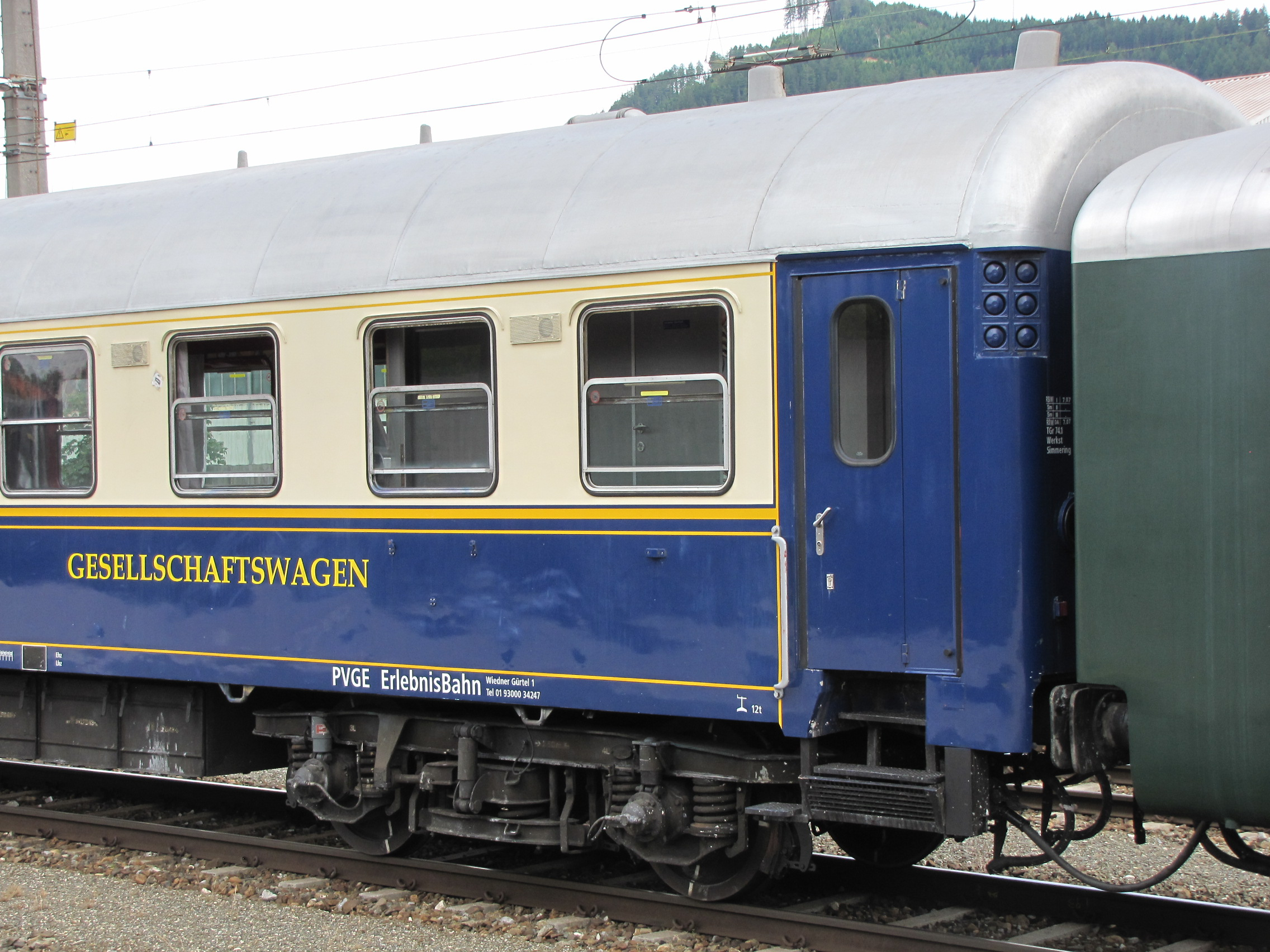
En konferensvagn i Österrike.

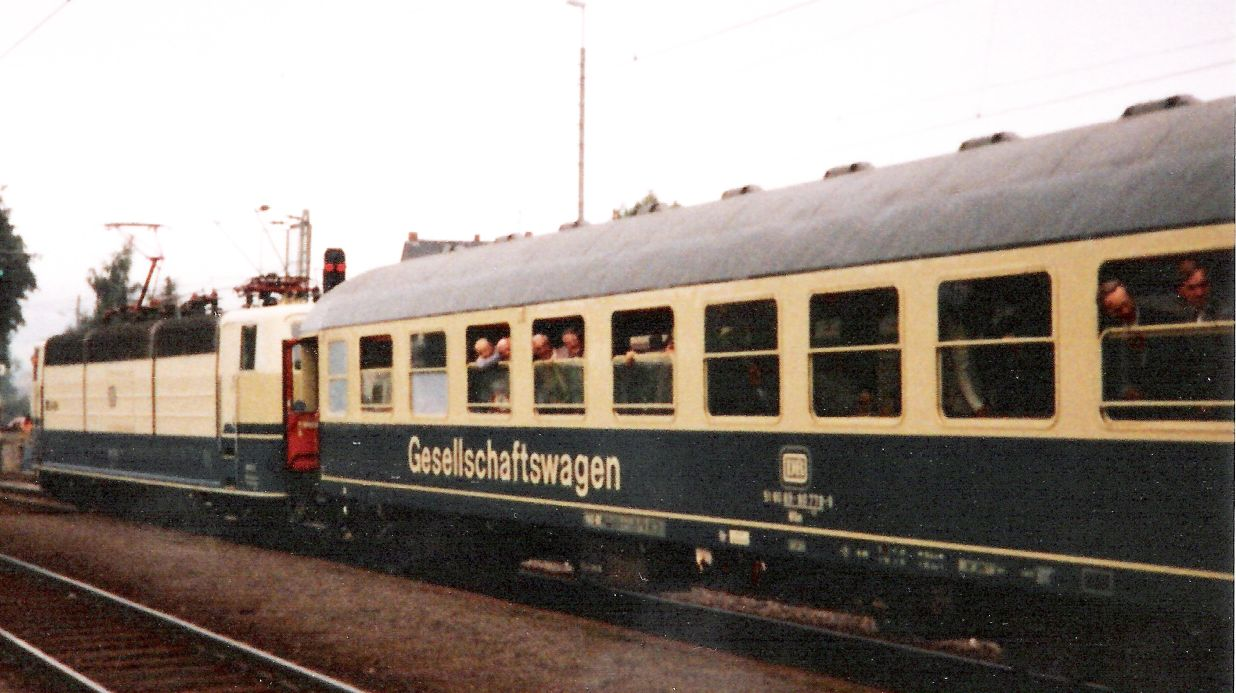
En konferensvagn i Tyskland 1981.

Konferensvagn är en speciell sorts personvagn som främst brukar vara avsedd för konferenser. Denna typ av vagnar finns i bland annat Sverige och Tyskland. Vagnarna går vanligtvis inte planenligt i tågen. Istället sätts de in efter önskemål i olika normala tåg. De hyrs in och kopplas in i vanliga tåg efter kundens önskemål. Ibland kan det förekomma speciella inhyrda tåg där dessa vagnar förekommer.
Vagnarna hyrs ut till företag eller privatpersoner. Vagnarna är normalt försedda med konferensbord och tillhörande utrustning för konferenser. Vanligtvis kan det finnas soffgrupper och liknande för att användas när inte själva konferensen pågår. Det kan också finnas i vagnen något pentry eller ett litet kök.
Vagnarna används inte bara till konferenser. Ibland händer det att konferensborden tas ur vagnarna och istället används de till exempel för dans eller till fester. Det händer också ibland att vagnarna används till utställningar. Då brukar vagnarna åka runt till olika platser med en utställning och sedan ställas upp på stationerna där de öppnas för allmänheten som kan se utställningen.
Konferensvagnar var populärast under perioden från 1970-talet och fram till en bit in på 1990-talet.[källa behövs]